# 극장판 마법사 프리큐어! 기적의 변신! 큐어 모후룬!
《극장판 마법사 프리큐어! 기적의 변신! 큐어 모후룬!》(일본어: 映画 魔法つかいプリキュア! 奇跡の変身!キュアモフルン!)는 마법사 프리큐어!의 극장판 애니메이션. 2016년 10월 29일 공개. 큐어 페리체 및 마법 학교의 교장을 비롯한 마법계 주민들은 영화 첫 등장이다. 동시 상영으로 풀 CG의 단편 작품 「큐어 미라클과 모후룬의 마법 연습!」도 공개된다.

## 참고 자료
- “『映画魔法つかいプリキュア！奇跡の変身！キュアモフルン！』”. 2021년 9월 5일에 확인함.